# اودواردو دا سيلفا ايسكوبار
اودواردو دا سيلفا ايسكوبار (25 فبراير 1983 بكامبو غراندي في البرازيل - ) هو لاعب كرة قدم برازيلي في مركز الهجوم. لعب مع نادي جاجاتجيت للقطن والمنسوجات ‏.

## روابط خارجية
- اودواردو دا سيلفا ايسكوبار على موقع Soccerway.com (الإنجليزية)